# Carolina (Alabama)
Carolina város az USA Alabama államában, Covington megyében. Lakosainak száma 286 fő (2020. április 1.).

## Népesség
A település népességének változása:

| 2010 | 297 |
| 2020 | 286 |